# Australian Open 1976
De 64e editie van het Australische grandslamtoernooi, het Australian Open 1976, werd gehouden van 26 december 1975 tot en met 4 januari 1976. Voor de vrouwen was het de 50e editie. Het werd op de Kooyong Lawn Tennis Club te Melbourne gespeeld.

## Belangrijkste uitslagen
Mannenenkelspel

Finale: Mark Edmondson (Australië) won van John Newcombe (Australië) met 6–7, 6–3, 7–6, 6–1
Vrouwenenkelspel

Finale: Evonne Goolagong-Cawley (Australië) won van Renáta Tomanová (Tsjecho-Slowakije) met 6–2, 6–2
Mannendubbelspel

Finale: John Newcombe (Australië) en Tony Roche (Australië) wonnen van Ross Case (Australië) en Geoff Masters (Australië) met 7–6, 6–4
Vrouwendubbelspel

Finale: Evonne Goolagong-Cawley (Australië) en Helen Gourlay (Australië) wonnen van Lesley Turner-Bowrey (Australië) en Renáta Tomanová (Tsjecho-Slowakije) met 8-1 – vanwege de extreme weersomstandigheden (temperatuur 40° en windvlagen tot 70 km/u) hadden zij afgesproken de wedstrijd te beperken tot één (tot 8 games verlengde) set
Gemengd dubbelspel

niet gespeeld tussen 1970 en 1986
Meisjesenkelspel

Finale: Sue Saliba (Australië) won van Jennifer Fenwick (Australië) met 2-6, 6-3, 6-4 
Meisjesdubbelspel

Winnaressen: Jan Morton (Australië) en Jan Wilton (Australië)
Jongensenkelspel

Winnaar: Ray Kelly (Australië) won van Jay Dilouie (VS) met 6-2, 6-4
Jongensdubbelspel

Winnaars: Charlie Fancutt (Australië) en Peter McCarthy (Australië)
1905 · 1906 · 1907 · 1908 · 1909 · 1910 · 1911 · 1912 · 1913 · 1914 · 1915 · 1916–1918 · 1919 · 1920 · 1921 · 1922 · 1923 · 1924 · 1925 · 1926 · 1927 · 1928 · 1929 · 1930 · 1931 · 1932 · 1933 · 1934 · 1935 · 1936 · 1937 · 1938 · 1939 · 1940 · 1941–1945 · 1946 · 1947 · 1948 · 1949 · 1950 · 1951 · 1952 · 1953 · 1954 · 1955 · 1956 · 1957 · 1958 · 1959 · 1960 · 1961 · 1962 · 1963 · 1964 · 1965 · 1966 · 1967 · 1968
↓ open tijdperk ↓
1969 (m-v-md-vd-gd) · 1970 (m-v-md-vd) · 1971 (m-v-md-vd) · 1972 (m-v-md-vd) · 1973 (m-v-md-vd) · 1974 (m-v-md-vd) · 1975 (m-v-md-vd) · 1976 (m-v-md-vd) · jan 1977 (m-v-md-vd) · dec 1977 (m-v-md-vd) · 1978 (m-v-md-vd) · 1979 (m-v-md-vd) · 1980 (m-v-md-vd) · 1981 (m-v-md-vd) · 1982 (m-v-md-vd) · 1983 (m-v-md-vd) · 1984 (m-v-md-vd) · 1985 (m-v-md-vd) · 1986 · 1987 (m-v-md-vd-gd) · 1988 (m-v-md-vd-gd) · 1989 (m-v-md-vd-gd) · 1990 (m-v-md-vd-gd) · 1991 (m-v-md-vd-gd) · 1992 (m-v-md-vd-gd) · 1993 (m-v-md-vd-gd) · 1994 (m-v-md-vd-gd) · 1995 (m-v-md-vd-gd) · 1996 (m-v-md-vd-gd) · 1997 (m-v-md-vd-gd) · 1998 (m-v-md-vd-gd) · 1999 (m-v-md-vd-gd) · 2000 (m-v-md-vd-gd) · 2001 (m-v-md-vd-gd) · 2002 (m-v-md-vd-gd) · 2003 (m-v-md-vd-gd) · 2004 (m-v-md-vd-gd) · 2005 (m-v-md-vd-gd) · 2006 (m-v-md-vd-gd) · 2007 (m-v-md-vd-gd) · 2008 (m-v-md-vd-gd) · 2009 (m-v-md-vd-gd) · 2010 (m-v-md-vd-gd) · 2011 (m-v-md-vd-gd) · 2012 (m-v-md-vd-gd) · 2013 (m-v-md-vd-gd) · 2014 (m-v-md-vd-gd) · 2015 (m-v-md-vd-gd) · 2016 (m-v-md-vd-gd) · 2017 (m-v-md-vd-gd) · 2018 (m-v-md-vd-gd) · 2019 (m-v-md-vd-gd)  · 2020 (m-v-md-vd-gd) · 2021 (m-v-md-vd-gd) · 2022 (m-v-md-vd-gd) · 2023 (m-v-md-vd-gd) · 2024 (m-v-md-vd-gd) · 2025 (m-v-md-vd-gd)
Lijst van Australian Openwinnaars